# 戦慄の子供たち
「戦慄の子供たち」（せんりつのこどもたち）は、ALI PROJECTの楽曲。宝野アリカが作詞、片倉三起也が作曲を手掛けた。ALI PROJECTの26枚目のシングルとして2009年8月19日にGloryHeavenから発売された。

## 概要
「戦慄の子供たち」は『Phantom 〜Requiem for the Phantom〜』のオープニングテーマに使われている。
当初は7月22日発売予定であったが、8月19日に発売が延期となった。
2010年1月13日に発売されたベストアルバム『La Vita Romantica』に付属したDVDにPV(TVサイズ90秒バージョン)が収録されているがオリジナル版が未だに一般に公開されていない作品である（堕天國宣戦は一部の携帯サイトでオリジナル版が購入可能）。

### キャッチコピー
愛は凶器 ― 生かすも殺すもわたしたちの業

## 収録曲
1. 戦慄の子供たち [4:42]
  - テレビアニメ『Phantom 〜Requiem for the Phantom〜』オープニングテーマ
  - イントロ、2番 - 3番の間奏にBUNKER 8 DIGITAL LABS社のソフト音源『HYBRIDIZER 3』より「Twisted Beyond Hope」が利用されている。
2. Hell's Maria [4:49]
3. 戦慄の子供たち [instrumental] [4:41]
4. Hell's Maria [instrumental] [4:45]